# Greensboro Coliseum
Le Greensboro Coliseum (ou Greensboro Coliseum Complex)  est une salle omnisports situé à Greensboro en Caroline du Nord. Elle fut le domicile des Hurricanes de la Caroline entre 1997 et 1999 et organisa le Survivor Series 2001 pour la WWE le 18 novembre 2001. Sa capacité est de 20 800 places pour le hockey sur glace et 23 500 pour le basket-ball, il est le plus gros amphithéâtre des États-Unis.
C'est le domicile de l'équipe masculine de basket-ball de l'université de Caroline du Nord à Greensboro, les Spartans d'UNC Greensboro.

## Histoire

### Hurricanes de la Caroline
Le Greensboro Coliseum a été le domicile des Hurricanes de la Caroline pendant les deux premières saisons de l'équipe à la suite de son déménagement de Hartford en 1997.
Durant les deux saisons, la moyenne d'assistance dans les matchs locaux des Hurricanes est largement inférieure à celle des autres salles : moins de 10 000 spectateurs par match, un bilan médiocre dans la Ligue nationale de hockey.

## Événements
- Final Four basket-ball NCAA, 1974
- WCW Wrestle War, 25 février 1990
- Unforgiven: In Your House, 26 avril 1998
- King of the Ring, 27 juin 1999
- Survivor Series 2001, 18 novembre 2001
- Concert de Demi Lovato (Demi Lovato: Live In Concert), 29 juillet 2009
- Concert de Lady Gaga, The Born This Way Ball Tour, 18 mars 2013
- AEW Revolution, 3 mars 2024